# 呉市にある日本遺産に関連する文化財一覧
呉市にある日本遺産に関連する文化財一覧（くれしにあるにほんいさんにかんれんするぶんかざいいちらん）は、日本遺産を構成する文化財において、広島県呉市にあるものの一覧。2018年現在2つの日本遺産に含まれている。
- 「鎮守府 横須賀・呉・佐世保・舞鶴 ～日本近代化の躍動を体感できるまち～」 - 呉鎮守府および呉海軍工廠関連
- 「荒波を越えた男たちの夢が紡いだ異空間 〜北前船寄港地・船主集落〜」 - 御手洗周辺

## 呉鎮関連遺産

### 日本遺産
|  | 旧呉鎮守府司令長官官舎                        | 国重文   | 入船山記念館                |
|  | 旧呉海軍工廠塔時計                            | 市有形   | 入船山記念館                |
|  | 旧東郷家住宅離れ                              | 国登録   | 入船山記念館                |
|  | 呉軍港全図                                    | 未指定   | 入船山記念館                |
|  | 旧高烏砲台火薬庫                              | 国登録   | 入船山記念館                |
|  | 海上自衛隊呉地方総監部第一庁舎                | 未指定   | 呉地方隊                    |
|  | 呉鎮守府地下施設群                            | 土木遺産 | 呉地方隊                    |
|  | 歴史の見える丘                                | 未指定   | -                           |
|  | 旧呉海軍工廠造船部造船船渠大屋根              | 未指定   | ジャパン マリンユナイテッド |
|  | アレイからすこじま                            | 土木遺産 | -                           |
|  | 昭和町れんが倉庫群                            | 未指定   | -                           |
|  | 旧呉海軍工廠海軍技手養成所跡と 周辺の海軍遺構 | 未指定   | 串山公園                    |
|  | 呉市海事歴史科学館所蔵資料                    | 未指定   | -                           |
|  | 長迫公園（旧海軍墓地）                        | 未指定   | -                           |
|  | 宮原浄水場低区配水池                          | 国登録   | -                           |
|  | 二河水源地取入口                              | 国登録   | 二河川                      |
|  | 本庄水源地堰堤水道施設                        | 国重文   | -                           |
|  | 高烏砲台跡                                    | 未指定   | 音戸の瀬戸                  |
|  | 大空山砲台跡                                  | 未指定   | 大空山                      |
|  | 海上保安大学校煉瓦ホール                      | 市有形   | 海上保安大学校              |

### それ以外
ここでは日本遺産を構成する文化財には含まれていない江田島市にある呉鎮守府関連の文化財を列挙する。
|  | 海上自衛隊幹部候補生学校 （旧海軍兵学校） | 未指定   | -      |
|  | 海友舎 （旧海軍兵学校下士卒集会所）       | 未指定   | -      |
|  | 軍艦利根資料館                            | 未指定   | -      |
|  | 三高山砲台跡                              | 土木遺産 | 三高山 |

## 御手洗関連遺産
|  | 呉市豊町御手洗伝統的建造物群保存地区 | 重伝建 | - |
|  | 若胡子屋跡                           | 県史跡 | - |
|  | 住吉神社                             | 県重文 | - |
|  | 恵美須神社                           | 県重文 | - |
|  | 千砂子波止と高燈籠                   | 県重文 | - |

## 参考資料
- 日本遺産を構成する呉市の文化財群 - 呉市